# Batu Layang
Batu Layang est une commune indonésienne du  Java occidental, département du Bogor, canton de Cisarua.